# Orientină
Orientina este o glucozidă a unei flavone naturale (8C-glucozida luteolinei) care se găsește în unele specii de plante, precum Adonis vernalis, Anadenanthera colubrina, Anadenanthera peregrina și frunzele de Phyllostachys nigra.